# Colin Blackwell
Colin Blackwell, född 28 mars 1993 i Lawrence, är en amerikansk professionell ishockeyforward som spelar för Chicago Blackhawks i NHL. 
Han har tidigare spelat på NHL-nivå för Toronto Maple Leafs, Seattle Kraken, New York Rangers och Nashville Predators och på lägre nivåer för Milwaukee Admirals, Rochester Americans och San Jose Barracuda i AHL och Harvard Crimson (Harvard University) i National Collegiate Athletic Association (NCAA).
Blackwell draftades av San Jose Sharks i sjunde rundan i 2011 års draft som 194:e spelare totalt.

## Statistik
| Källa: Uppdaterad: 2019-01-20 | Källa: Uppdaterad: 2019-01-20 | Källa: Uppdaterad: 2019-01-20 |                                                             | Grundserie                                                  | Grundserie                                                  | Grundserie                                                  | Grundserie                                                  | Grundserie                                                  |                                                             | Slutspel                                                    | Slutspel                                                    | Slutspel                                                    | Slutspel                                                    | Slutspel                                                    |                                                             |
| Säsong                        | Lag                           | Liga                          | Matcher                                                     | Mål                                                         | Assists                                                     | Poäng                                                       | Utv                                                         | Matcher                                                     | Mål                                                         | Assists                                                     | Poäng                                                       | Utv                                                         |                                                             |                                                             |                                                             |
| ----------------------------- | ----------------------------- | ----------------------------- | ----------------------------------------------------------- | ----------------------------------------------------------- | ----------------------------------------------------------- | ----------------------------------------------------------- | ----------------------------------------------------------- | ----------------------------------------------------------- | ----------------------------------------------------------- | ----------------------------------------------------------- | ----------------------------------------------------------- | ----------------------------------------------------------- | ----------------------------------------------------------- | ----------------------------------------------------------- | ----------------------------------------------------------- |
| 2010–2011                     | St. John's Prep Eagles        |                               | 25                                                          | 33                                                          | 33                                                          | 66                                                          | —                                                           | —                                                           | —                                                           | —                                                           | —                                                           | —                                                           |                                                             |                                                             |                                                             |
|                               | Boston Jr. Bruins             | EJHL                          | Ej tillgänglig statistik.                                   | Ej tillgänglig statistik.                                   | Ej tillgänglig statistik.                                   | Ej tillgänglig statistik.                                   | Ej tillgänglig statistik.                                   | Ej tillgänglig statistik.                                   | Ej tillgänglig statistik.                                   | Ej tillgänglig statistik.                                   | Ej tillgänglig statistik.                                   | Ej tillgänglig statistik.                                   | Ej tillgänglig statistik.                                   | Ej tillgänglig statistik.                                   | Ej tillgänglig statistik.                                   |
| 2011–2012                     | Harvard Crimson               | NCAA                          | 34                                                          | 5                                                           | 14                                                          | 19                                                          | 46                                                          | —                                                           | —                                                           | —                                                           | —                                                           | —                                                           |                                                             |                                                             |                                                             |
| 2012–2013                     | Harvard Crimson               | NCAA                          | 21                                                          | 3                                                           | 11                                                          | 14                                                          | 10                                                          | —                                                           | —                                                           | —                                                           | —                                                           | —                                                           |                                                             |                                                             |                                                             |
| 2013–2014                     | Harvard Crimson               | NCAA                          | Spelade ej på grund av komplikationer från hjärnskakningar. | Spelade ej på grund av komplikationer från hjärnskakningar. | Spelade ej på grund av komplikationer från hjärnskakningar. | Spelade ej på grund av komplikationer från hjärnskakningar. | Spelade ej på grund av komplikationer från hjärnskakningar. | Spelade ej på grund av komplikationer från hjärnskakningar. | Spelade ej på grund av komplikationer från hjärnskakningar. | Spelade ej på grund av komplikationer från hjärnskakningar. | Spelade ej på grund av komplikationer från hjärnskakningar. | Spelade ej på grund av komplikationer från hjärnskakningar. | Spelade ej på grund av komplikationer från hjärnskakningar. | Spelade ej på grund av komplikationer från hjärnskakningar. | Spelade ej på grund av komplikationer från hjärnskakningar. |
| 2014–2015                     | Harvard Crimson               | NCAA                          | 11                                                          | 5                                                           | 1                                                           | 6                                                           | 6                                                           | —                                                           | —                                                           | —                                                           | —                                                           | —                                                           |                                                             |                                                             |                                                             |
| 2015–2016                     | Harvard Crimson               | NCAA                          | 28                                                          | 6                                                           | 13                                                          | 19                                                          | 12                                                          | —                                                           | —                                                           | —                                                           | —                                                           | —                                                           |                                                             |                                                             |                                                             |
| 2016–2017                     | San Jose Barracuda            | AHL                           | 57                                                          | 4                                                           | 7                                                           | 11                                                          | 24                                                          | 15                                                          | 3                                                           | 0                                                           | 3                                                           | 8                                                           |                                                             |                                                             |                                                             |
| 2017–2018                     | Rochester Americans           | AHL                           | 61                                                          | 17                                                          | 28                                                          | 45                                                          | 23                                                          | 3                                                           | 1                                                           | 2                                                           | 3                                                           | 0                                                           |                                                             |                                                             |                                                             |
| 2018–2019                     | Nashville Predators           | NHL                           | 1                                                           | 0                                                           | 0                                                           | 0                                                           | 0                                                           | —                                                           | —                                                           | —                                                           | —                                                           | —                                                           |                                                             |                                                             |                                                             |
|                               | Milwaukee Admirals            | AHL                           | 14                                                          | 7                                                           | 0                                                           | 7                                                           | 8                                                           | —                                                           | —                                                           | —                                                           | —                                                           | —                                                           |                                                             |                                                             |                                                             |
| NHL totalt                    | NHL totalt                    | NHL totalt                    | 1                                                           | 0                                                           | 0                                                           | 0                                                           | 0                                                           | —                                                           | —                                                           | —                                                           | —                                                           | —                                                           |                                                             |                                                             |                                                             |
| AHL totalt                    | AHL totalt                    | AHL totalt                    | 132                                                         | 28                                                          | 35                                                          | 63                                                          | 55                                                          | 18                                                          | 4                                                           | 2                                                           | 6                                                           | 8                                                           |                                                             |                                                             |                                                             |
| NCAA totalt                   | NCAA totalt                   | NCAA totalt                   | 94                                                          | 19                                                          | 39                                                          | 58                                                          | 74                                                          | —                                                           | —                                                           | —                                                           | —                                                           | —                                                           |                                                             |                                                             |                                                             |